# Melchior Boisset
Marie Jacques Melchior Boisset est un auteur dramatique du XIXe siècle, né à Paris le 25 mars 1784 et mort à Poitiers le 5 septembre 1869.

## Biographie
Boisset signait essentiellement par son prénom. Ses pièces ont été représentées au Théâtre de l'Ambigu-Comique. Il est possible qu'il s'agisse d'un pseudonyme non encore identifié.

## Œuvres
- Le Tanneur de Lesseville, comédie en 2 actes, 1815
- La Pauvre Famille, mélodrame en 3 actes, avec Benjamin Antier, 1822
- Les Mariages par circonstance, comédie en 1 acte et en prose, 1824
- Albert ou le Rêve et le Réveil, mélodrame en 3 actes, 1825